# 大皮薩里夫卡

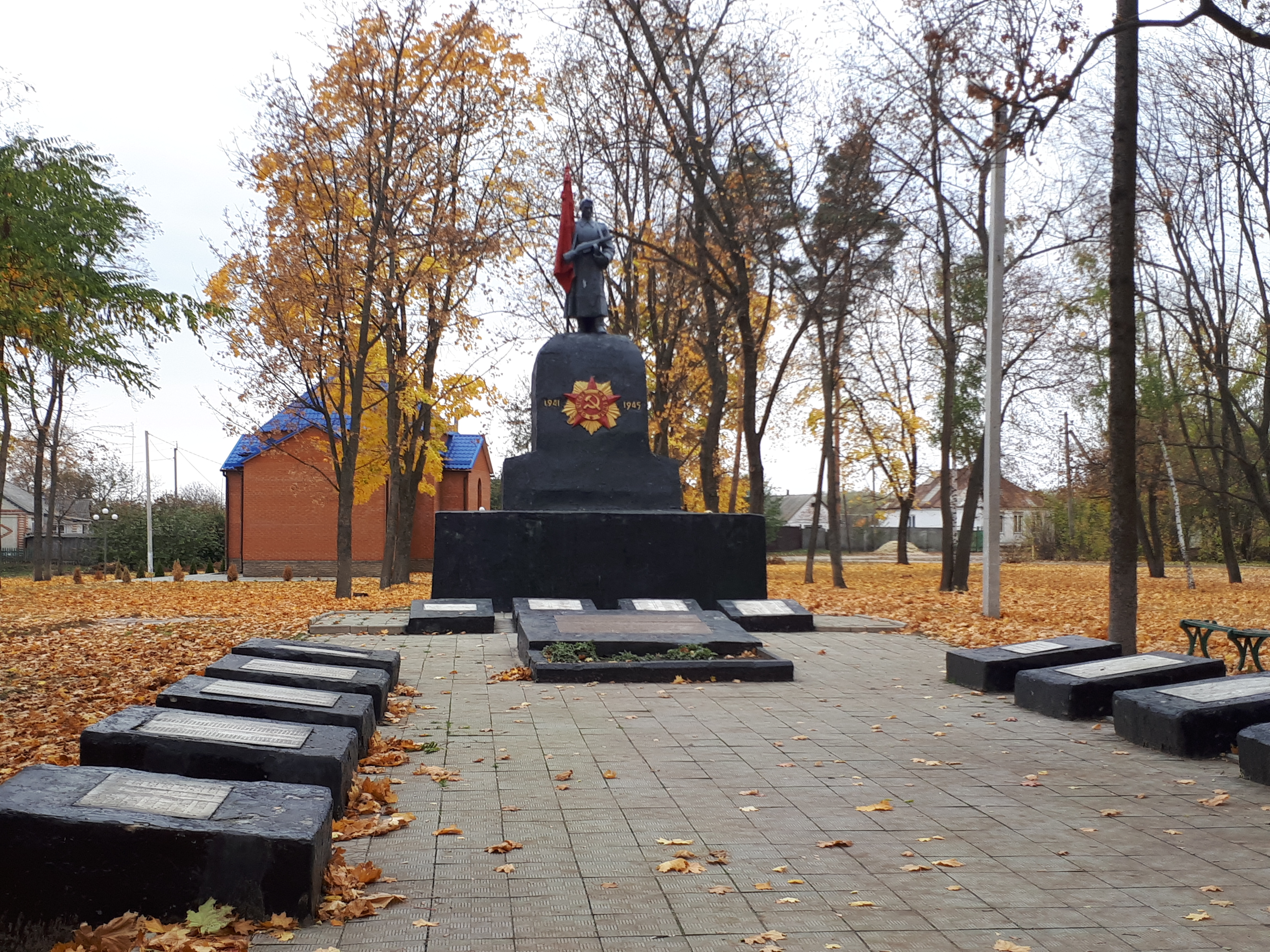
苏联烈士墓

50°25′25″N 35°28′54″E / 50.42361°N 35.48167°E
大皮薩里夫卡（羅馬化：Velyka Pysarivka），亦译为大皮萨列夫卡，是烏克蘭東北部蘇梅州奥赫特尔卡区大皮萨里夫卡市镇内的鎮及其行政中心。始建於1709年，面積8.71平方公里，海拔高度125米，2013年人口4,469，人口密度每平方公里513.09人。

## 歷史
在二次大戰期間，納粹德軍在1941年10月佔領了大皮薩里夫卡。在納粹控制期間，士兵殺死了36名平民，也驅趕了176名去納粹德國做強迫勞動。蘇聯紅軍於1943年初收復了該鎮。
直至2024年1月26日，大皮薩里夫卡屬於市級鎮。烏克蘭在當日通過了新法案，把大皮薩里夫卡改成為一個鎮。

### 俄羅斯入侵烏克蘭
在2022年2月24日，俄羅斯入侵烏克蘭，隨即有兩隊俄軍的軍車越過俄烏邊界。他們從庫爾斯克州格賴沃龍經過波皮夫卡駛往大皮薩里夫卡，在早上8時多到達。翌日，州長日維茨基表示當地開始了戰鬥。根據烏方官員，俄軍未能在附近的奧赫特爾卡戰勝。他們其後決定撤退，遺留了不少軍備。
2024年3月17日，該鎮遭受俄軍炮擊，當地居民需要緊急疏散。

## 經濟

### 交通
該鎮有數條道路，通往當區的其他城鎮，包括博霍杜希夫、蘇梅、克拉斯諾皮利亞、和格賴沃龍
。
當地最近的鐵路站位於博霍杜希夫，並連接著哈爾科夫車站和蘇梅車站。

## 備註
1. ↑  俄语：